# Moelleria
Moelleria is een geslacht van weekdieren uit de klasse van de Gastropoda (slakken).

## Soort
- Moelleria costulata (Møller, 1842)